# Amydrium medium
Amydrium medium là một loài thực vật có hoa trong họ Ráy (Araceae). Loài này được (Zoll. & Moritzi) Nicolson mô tả khoa học đầu tiên năm 1968.